# ハイスコアガール
『ハイスコアガール』（Hi Score Girl）は、押切蓮介による日本の漫画作品。スクウェア・エニックスの『増刊ヤングガンガン』2010年VOL.11と『増刊ヤングガンガンビッグ』にて、2011年VOL.1からVOL.3まで連載し、同誌が月刊化して誌名が『月刊ビッグガンガン』となった後も引き続き同誌で2018年 VOL.10まで連載された。
著作権侵害問題・刑事告訴事件のため、2014年VOL.9以降は休載中であったがSNKプレイモア（当時）との和解成立により2016年VOL.8より連載が再開され、合わせて単行本第6巻と、既刊5冊分の加筆修正版である『ハイスコアガール CONTINUE』全5巻が発売された。
2012年ブロスコミックアワード大賞を受賞。2013年版『このマンガがすごい!』オトコ編で2位を獲得。2018年から2019年にかけてアニメが製作された。
『ハイスコアガール』完結後、原作者の押切が「ハイスコアガールは続く!」と明言しており、続編を匂わせていたが、スピンオフとなる『ハイスコアガールDASH』の連載開始が告知され、『月刊ビッグガンガン』2020年Vol.1より連載を開始した。単行本第1巻の発売を記念してPVが公開された 。

## 作風
1990年代の対戦型格闘ゲームブームを背景とし、溝口（神奈川県川崎市高津区）を舞台に、ブームの火付け役となった『ストリートファイターII』（以下『ストII』）を主人公・矢口春雄とヒロイン・大野晶の因縁として位置付けて描いたラブコメディ作品である。
本作では登場人物たちの心情が、実際に発売されたゲームのプレイ画面やキャラクター、そのゲームにまつわるエピソードなどを通じて表現されている点が大きな特徴となっている。ゲームキャラクターたちにも本作独自の性格付けが行われており、不安・葛藤に直面した主人公を励ますなどユーモラスにアレンジされて描かれているほか、特にヒロインの1人は「ゲームプレイの内容から心情が読み取れる」ことを意図した人物像・描写がなされている。過去発表作『ピコピコ少年』、『ピコピコ少年TURBO』などで語られた作者自身のゲームにまつわる体験や薀蓄がふんだんに盛り込まれており、当時の熱狂を知る世代の読者には一種の回想録としても楽しむことができる作風となっている。ストーリーの設定上、アーケード、家庭用含めビデオゲームが話の中心となるが、ゲームセンターに設置されていた体感ゲームやエレメカなども多数紹介されている。
なお、一部の読者から「ハルオ＝作者自身の投影なのではないか」と解釈されることがあり、そういった意見を作者は否定している。そうした誤解を防ぐ意図もあり、本作はモブキャラクターとして所々に『ピコピコ少年』の主人公である神崎少年（作者自身）を登場させているほか、『ピコピコ少年』と時間軸を連動させる意味でメインキャラクターの生年も1979年（作者と同じ）という設定がなされている。
スピンオフ作品『ハイスコアガールDASH』は実質の続編であり、本作の完結から11年後となる2007年を舞台として描かれている。作中では、その当時使われていたガラケー（いわゆる「パカ折り」と呼ばれた折り畳み式携帯電話）やPSPなどが登場している。

## 物語
小学生編 (1-CREDIT - 9-CREDIT)
1991年。雲仙普賢岳の噴火、湾岸戦争の勃発など、様々な事件が世間を騒がせていた当時、そんなことは我関せずと日々ゲーセン通いに明け暮れる小学6年生の矢口春雄（ハルオ）は、ある日行きつけのゲーセンでクラスメイトの大野晶に出会う。下町のゲーセンには不似合いな成績優秀で金持ちのお嬢様である晶は、実は凄腕のゲーマーだった。自身が最も得意とする『ストII』で惨敗を喫したハルオは、ゲームしか取り柄の無い自分にとって最も輝ける場を脅かす晶を追い出すため、禁じ手とされるハメ技を使ってまで勝とうとするが、激怒した晶に殴り倒されたうえ、行きつけのゲーセンから出入り禁止を喰らう。これがハルオと晶の因縁の始まりだった。
ゲームで遊ぶために足を運ぶその先々で鉢合わせするハルオと晶は、時にいがみ合いぶつかり合いながらも、ゲームを通じて少しずつ互いの距離を縮めていくが、晶には海外への転校が決まっていた。晶のお別れ会でもそっけない態度を取ったハルオはクラスの面々から非難されるが、当初は自分の聖域に踏み込んでくる忌々しい存在とまで思っていたはずの晶が、いつのまにか自分にとってかけがえのない存在になっていたことに気付き、晶が出立する寸前に空港まで駆けつけ、再会を約束する。

中学生編 (10-CREDIT - 21-CREDIT)
1993年初冬。中学2年生になってもゲーム三昧の日々を送るハルオに、クラスメイトの日高小春が興味を持つ。『バーチャファイター』、『サムライスピリッツ』、『餓狼伝説』シリーズなど、次々と登場する新作に熱狂するハルオを後ろから眺めながら、小春はハルオのペースに巻き込まれ、惹かれていく。その一方、小春の想いに全く気付かないハルオは、なかなか『ストリートファイターIII』がリリースされないことがまるで晶との再戦を待ってくれているかのような感覚を抱きながら、バージョンアップを重ねる『ストII』シリーズの腕を磨いていた。
1994年4月。中学3年生になったハルオは、アメリカから帰国し自分の学校に転入してきた晶と再会するが、「再会」に対して抱いていた想いが図らずもすれ違いを生む。そのため、再戦の機会がなかなか訪れずにいたが、修学旅行の自由時間を狙ってエントリーしていた『スーパーストリートファイターII X』の大阪大会で、同じく大会にエントリーしていた晶の姿を見つける。すれ違い続ける晶との関係に答えの見えない煩悶を募らせていたハルオは、この機を絶対に逃すまいとトーナメント戦を勝ち上がり、決勝の大舞台でついに因縁の再戦を迎える。
様々なすれ違いや衝突を経て再び昔のように晶と遊ぶようになったハルオは、晶と離れたくないという自分の想いを自覚し、現在の学力では到底不可能であろう晶と同じ上蘭高校へ進むため、ゲームを封印し翌年春までの半年間、勉強に専念する。

高校生編 (22-CREDIT - )
22-CREDIT - 35-CREDIT
1995年6月。上蘭高校の受験に失敗したハルオは晶への引け目からゲームセンターへの足が遠のき、気持ちがくすぶったままの日々を送っていた。そんな状態を見かねた小春によって強引にゲーセンへ連れ出されたハルオは彼女から勝負を挑まれ、完膚なきまでに敗北する。失意のどん底で心が折れかけるが、捨てきれなかったゲーマーとしてのプライドと合わせ、晶への想いを再び灯したハルオは再起を決意する。
7月。晶の恋路には家庭環境という壁が立ちはだかり、ハルオが晶のために自分にできることを考え始め、彼らの絆を目の当たりにした小春は胸の痛みを隠せない。3人の想いが交錯する中、想いを抑えられなくなった小春の告白や、晶との離別を迫る大野家の家庭教師である業田萌美との対面により、ハルオは自分の本心を見定められないままに困惑したうえ、急変した大野家の内情によって半ば無理矢理に晶との別れを余儀なくされる。しかし、離れてもなおハルオと晶が各自の胸に抱く想いは新たな変化をもたらしながら、前へ歩みを進ませてゆく。
8月末。晶のために今の自分にできることに全力を尽くすと決意して努力を重ねたハルオは、夏休みの終わりを前に小春との再戦に臨む。
36-CREDIT - 40-CREDIT
秋。晶の姉である大野真は、苛烈な家庭教育に疲弊する妹を元気づけるべく、ハルオに接触する。真に振り回されながらもハルオは真の助言を受けて晶のために奔走し、真を通じて届けられてくるハルオの思いは晶の支えとなるが、それすらをも見咎めて自分の心を踏み躙った業田先生に対し、晶は初めて拒絶する。晶からかつてないほどの敵意を向けられたうえ、ハルオの人柄を知った業田先生はこれまでのやり方を省み、態度を改める。
AOUショー当日。晶が隣にいない寂しさを抱えながら会場へ向かおうとしたハルオの前に、業田先生の計らいによって外出を許された晶が現れる。
41-CREDIT - 45-CREDIT
小春との再戦以来、地元のゲーマーたちから妬み嫉みを受けて居辛くなったハルオは、渋谷のゲーセンでゲーマー集団「渋谷勢」が地元のゲーマー集団「溝の口勢」との対戦を控えていることを知り、周囲に半ば流されながらも加担することになる。一方、ハルオへの想いを燻らせていた小春にも対戦の話が舞い込み、最初は参戦を渋るものの彼が相手側に着いたことを知り、参戦を決意する。渋谷に染まっていくハルオの姿に周囲が心配を募らせることはまもなく晶の耳にも届き、踏み入れることを固く禁じられているはずの渋谷へ足を向けさせる。
対戦当日。小春は1人でハルオを含めた渋谷勢10名を叩きのめしたうえ、ハルオを狙っていた女の子には彼を自らの恋人と称して牽制しつつ、こっそりと抜け駆けしハルオを街へ連れ出す。悪天候と交通機関の麻痺によって帰宅できなくなった2人は、深夜の渋谷のファミレスで時間を潰し、小春はそこでハルオに想いをぶつけるも、受け止めてもらえないまま朝を迎える。ハルオの鈍感さに怒り、恋慕を抑えきれなくなった小春が激情の赴くまま抱擁を求めたところに、ハルオを捜して渋谷で夜を明かした晶が現れる。
46-CREDIT - 50-CREDIT
1996年4月。ハルオたちは2年生へと進級した。渋谷で夜を明かしたハルオと小春の姿を見た晶は、後日イタズラながら使用人らにハルオを拉致させ自宅へ招き入れ、その夜はハルオに『ファイナルファイト』シリーズを最新作から初代へと順にプレイをさせる。それは無口な晶なりの意思表示であり、その真意を汲み取ったハルオは晶に詫びを入れ、晶もそれを受け入れる。翌日、晶はハルオを置いて朝から一人で外出し小春に直接会いに行き、ゲームセンターで格闘ゲーム対決をする。そこでも晶が小春を圧倒したことで、小春は改めてハルオと晶の2人の間に自身が付け入る隙（好き）がないことを悟る。
51-CREDIT - 60-CREDIT
原付免許を取得したハルオは、最初に晶に自慢するため、真から貰った原付で大野家に向かう。裏庭で塀越しに「いつでもこれで会いに行く」というハルオを嬉しく思った晶だったが、直後に悲し気な顔も見せる。ハルオはそれに気付きつつも理由は敢えて聞かずそのまま帰ったのだが、帰り道、河川敷を走りながらその理由を考えていると、ふと、昔2人で一緒に河川敷を歩いたりしたことなどを思い出す。そして後日、バイト中も晶のことを考えると、自分にとって晶は「大切な存在」「好きな人」なのだと初めて認識したのだった。ただ、それを告白しようにも、今さらどうやって告白すればいいのかわからない…そんな悩みを抱えるハルオのために、ハルオの部屋に真や宮尾光太郎、土井玄太といった仲間が集まった。そこで土井は、7月に大阪で行われる『ストII』の全国大会に晶と2人揃って出場し、直接対決で勝って告白するようアドバイスする。
真は帰宅後、晶にその旨を伝え、全国大会への参加を促す。実は晶は、その時既にロサンゼルスに住む両親から再度アメリカに来るよう言われており、夏休み中の7月下旬には日本を旅立たなければならなかった。しかもこの事実を知っていたのは晶以外では萌美だけ、じいやは薄々聞いていた程度、真に至っては姉ながら全く知らないという状態だった。晶は「アメリカに行く」ことは「ハルオとの別れ」だと考えており、全国大会でハルオとの直接対決で自身が勝利すれば別れを告げることを決意し、萌美からも事実上のOKを貰ったことで、晶も全国大会にエントリーする。
7月。全国大会の前日。駅のホームで大阪行きの新幹線を待っていたハルオの目の前に、晶が現れる。2人で一緒に大阪へと出向き、その日の夜は大阪のゲームセンターでゲームを堪能し、同じホテルで同宿する。だが、部屋に飾られた額縁が落ちて割れたのを見て晶は怖がってしまい、結局その夜はそれぞれが思いを巡らせつつ同禽したのだった。そして翌日、全国大会当日。ハルオ、晶はともに初戦は別の相手との対戦となったが、ハルオは勝利したものの、晶はまさかの敗北を喫してしまう。
まさかの初戦敗退となった晶だったが、気の迷いがあったか初戦で敗れたことで吹っ切れ、改めて自分を見つめ直し、敗者復活戦を勝ち上がる。ハルオも順調に勝ち上がり、ついに準決勝でハルオと晶の直接対決が実現する。三本勝負で晶が先制もハルオが取り返し、勝負はファイナルラウンドへ。体力ゲージはほぼ互角、あとは必殺技が決まれば決着という状況になる。ハルオは晶に告白をするため、リフトアッパーを「決め」に行く。
61-CREDIT - LAST-CREDIT
全国大会から戻ったあとのハルオは、魂が抜けたような状態にあった。晶との戦いに敗北し告白する機会を失っただけでなく、晶が再びアメリカに発つことを聞かされたショックで、放課後はゲームセンターには足が向かず、自宅でもゲームには手が付かなかったのだった。そんなハルオを心配して様子を見に来た真はハルオに対し、晶の出発日を教えた上で「必ず見送りに来るよう」伝えたあと、帰り間際に晶から預かったものを渡す。真の帰宅後、ハルオが封を開けて取り出したもの、それは小学生の時に空港で餞別として晶に渡したおもちゃの指輪であった。小学生の時から肌身離さず大事に持っていた指輪を、晶は真を通してハルオに返してしまったのであった。
7月24日、晶がアメリカに向かう日。だが、「別れを告げられた」と思い込んでおり、とても気持ちが空港まで向かわなかったハルオは何気なく外を出歩いていると、矢口商店の前で偶然小春と顔を合わす。ハルオは小春に「大野とはもう終わった」と言い、さらには昔あげた指輪を返されたと自虐的に伝えると小春は激怒、久々に顔面ビンタを食らわせる。小春から「ハルオらしくない」と叱咤され、今からでも晶に会いに行くよう諭されたハルオはそこで目が覚め、急いで帰宅し原付を走らせる。電車がトラブルで運行を停止しており、止む無く空港までそのまま原付で向かうも、とても時間的に出発には間に合わない。晶はそうこうしている間に既に飛行機に搭乗しており、日本を発ってしまったのであった。だが、それでもハルオは必死で空港まで原付を走らせた。
万事休すと思われたが、そんなハルオに奇跡が起こる。空港までの道中、ハルオの目には、ゲームのキャラクターたちが味方して赤信号を青信号へと変えてくれたように映った。青信号が続いたことで、空港までノンストップで突き進めたハルオは、ボロボロになりながらも空港で真らの前に現れる。そして真からは「晶の飛行機がトラブルで引き返してくる」と聞かされる。引き返した飛行機を一旦降りて再入国し、真らのもとに寄った晶は、ハルオの姿を見つけると無意識に駆け寄り、同じく晶を見つけて駆け寄ったハルオと力いっぱい抱き合う。2人して涙を流しあい、ハルオは晶に対し、勝負は終わっていない、勝ち逃げはさせない、必ず会いに行く、そして嫁にするため迎えに行くと言い、最後に初めて「好きだ」と告白し、突き返された指輪を改めて晶にプレゼントする。晶がそれを受け取った瞬間、ゲームのキャラクターたちが一斉に2人を祝福しているように見えたのであった。
そして、改めて出発の準備が整った飛行機に晶は搭乗し、アメリカへと発った。ハルオ、真、萌美、じいやの4人は、空港でその姿を見送ったのであった。
DASH
2007年、アラサー（28歳）となった日高小春は、結婚式場にいた。と言っても自身の挙式ではなく、親友の鬼塚ちひろの結婚式に参列していた。先にゴールインしたちひろからは早く結婚するように言われるが、自身は年齢＝彼氏ナシ。仕事と婚期で心は揺れている。
そんな小春は、母校の南中で国語教師となっていた。何かとトラブルを起こす問題児を多く抱える3年生のクラス担任となっただけでなく、同僚の男性教師からは強引に食事に誘われたり、校長からは厳しく目を付けられクラス運営や自身の容姿を咎められたりと、色々と悩みは尽きずストレスを抱え込んでいる。
ある日の放課後、教え子の生徒たちが下校する姿を見て不審に思った小春は、念のためと盛り場に出向く。そこには下校途中で制服のままゲーセンに立ち寄った生徒たちがおり、そしてそのゲーセンのゲーム仲間のリーダーとも呼べる存在の有栖に出会う。教師として、仲間に引き込もうとした教え子の男子生徒である山井を引き離すべく格闘ゲームで勝負を挑んできた有栖を、小春は久々のプレイながらいともあっさりと撃退してしまうのであった。

## 登場人物

### メインキャラクター
矢口 春雄（やぐち はるお） / ハルオ
声 - 天﨑滉平
本作の主人公。無類のゲーム好きの少年。1979年6月1日生まれ、O型。彼が小学6年生の時から物語は始まる。
ジャンルとしては格闘ゲームや横スクロールアクションを好んでいる。特に『ストII』についてはその腕前に自信を持っており、ガイル使いとして近所では敵なしの実力を誇ることから「豪指の矢口（または「豪指のハルオ」）」を自称する。
勉強も運動も苦手な劣等生で、担任教師やクラスメイトからも見下されバカにされる中、唯一ゲームの腕前こそが誇れるものであり、自分が最も輝ける場所であるゲームセンターを「聖域」と呼ぶほどである。ある日行きつけのゲームセンターに現れた大野晶との出会いを契機に、己の居場所とプライドを脅かす存在である彼女に対抗意識を燃やすようになる。
ゲームへの情熱は並々ならぬものであり、ゲームのこととなれば多少の障害など意に介さない。「盛り場へは行ってはいけない」などの学校の規則を無視してゲームセンターへ通い、反省文提出のため教室に居残りをさせられてもそっちのけでPCエンジンGTに没頭するなど、好きなゲームのためならば吹雪や酷暑のような劣悪な環境下にある筐体であってもプレイし続ける。家庭用ゲームハードであれば、周囲のほとんどがスーパーファミコンを選ぶ中で、アーケードゲームの移植が多いという理由からPCエンジンを選ぶなど、周囲とは一線を画すマニアックな嗜好をしている。ゲーム業界への情報に対しても敏感で先見性があり、小学6年生ながら1990年代半ばの格闘ゲームの進化を彼なりに確信・予言している。
無類の格闘ゲーム好きではあるが、その実力は絶え間ない努力により身につけたものであり、天性を感じさせる晶や小春にはコンプレックスを覚えている場面もある。そのため、しばしば勝つためならば手段を選ばない一面があり、度々「卑怯」とされる戦法（ハメ技）を採ったり、格下の相手には挑発的な戦い方で相手をいたぶったりするなど随所で底意地の悪さを垣間見せる。他方で晶との対戦は、初対戦以降特別なものと位置付けており、卑怯な戦法を排し正々堂々と勝負をして勝利するためのロジックを構築すべく、日々の鍛錬のほか、コマンドの暗記や技の研究もしっかり行っている。格闘ゲームの主な使用キャラクターは、『ストII』シリーズではガイル、『ファイナルファイト』や『ストリートファイターZERO』シリーズではガイ、『餓狼伝説』シリーズではテリー・ボガード、『バーチャファイター』シリーズでは影丸、『サムライスピリッツ』シリーズでは不知火幻庵や服部半蔵、『ヴァンパイア 』シリーズではビシャモンなど。また癇癪を起こし暴れるようなマナーの悪いゲーマーには諌めにかかることもあり、ゲーマーとしてそれなりの良識は持ち合わせている。
なお、ゲームだけが唯一の取り柄というわけではなく、じいやが運転する車に轢かれようが、晶に暴力を振るわれようがすぐに回復する異様なまでの打たれ強さがある他、柄の悪いプレイヤーや不良も蔓延るゲーセン通いによって磨かれた社会性やコミュニケーション能力により、多少のトラブルにも動じない胆力を備えている。また、他人にはなかなか気付かれることはないものの、晶が惹かれ、宮尾やじいやが認める人への思いやりができる優しさを持っている。もっとも四六時中ゲームのことで頭が占められているため、自身の長所について自覚はないほか、自他の恋愛感情にも非常に疎く、その鈍感さが原因で晶や小春からは幾度も鉄拳制裁を受けているほか、周囲をもヤキモキさせている。
- 小学生編：校外で遭遇した晶とたびたび衝突を繰り返すが、全く正反対なようでいてどこか自分と似ている一面や、好き放題にゲーセンへ通える自分に比べ、家庭でも学校でも息苦しさを強いられている晶の不憫さを目にし、不器用ながらも思いやるようになる。晶の無口さや腕っ節に手を焼きながらも、表情や仕草を通して彼女の感情を少しずつ理解できるようになり、やがて絆を築いていく。
- 中学生編：晶との様々なすれ違いや衝突を経て、それまでの「同志」や「尊敬」、「無二のライバル」といった感情だけでなく、「晶と一緒にいたい」という想いを自覚するようになり、3年生の途中からは今まで目を背けていた勉強に打ち込むようになる。
- 高校生編：上蘭高校の受験は失敗したが、第二志望の高校には合格し、そのまま宮尾や土井とともに入学する。晶への引け目からゲームセンターへの足が遠のいていたが、小春にゲーマーとしてのプライドに火をつけられ、小春へのリベンジと、一人のゲーマーとして晶と再び相まみえるために再起を決意する。晶の家出をきっかけにようやく受験以来の再会を果たしてからは、「晶の支えなってやりたい」との思いが行動原理となり、状況に流されたり苦悩したりを繰り返しながらも、今の自分にできることを見据え、努力を重ねるようになる。ゲーム代を稼ぐために入学後に早朝のアルバイトを始め、また晶の姉の真から「何か、晶より勝っていることを」と原付免許の取得を勧められ、免許を取得する。それをきっかけに、晶が自分にとって大切な存在であることを改めて認識する。
- DASH：直接は登場せず、小春の回想の中でのみ登場。大学受験に失敗し高校卒業後は浪人生活を送るも、その翌年には無事合格を果たす。ちなみに受験番号はどちらも1942であった。

大野 晶（おおの あきら）
声 - 鈴代紗弓
本作のヒロイン。才色兼備のお嬢様。1979年10月10日生まれ、O型。成績優秀で容姿も良く、学校では周囲から慕われる一方で、家庭では財閥の令嬢として多くの稽古事を強いられており、その息抜きのために放課後はこっそりゲームセンターに通っている。
生粋のお嬢様ということで常に周囲からもてはやされ、一目置かれる立場にある反面、どうしても浮いた存在となり孤独を強いられている。極めて無口であり、息遣いなどのオノマトペを除けば、他キャラクターのように吹き出しで発言が描写されることは極めて稀である。喜怒哀楽の感情は表に出せるものの、そうした寡黙さと考えていることが分かりにくいことが相まって、心から打ち解けられるような友達を作ることがなかなかできないでいる。
見た目の物静かで大人しい印象に反し、負けず嫌いな性格。また年上が相手であろうと容赦なく叩き潰せるほどに腕っ節が強く、初対戦で卑怯な戦法を採ったハルオを筐体ごと蹴り飛ばしたのをはじめ、敗戦に癇癪を起こし突っかかってきた対戦相手を即刻殴り倒すなど、喧嘩っ早い一面を持つ。冗談が苦手で、冗談を真に受けて本気で怒って相手に手を出すこともある。その一方で、お化けや心霊現象を大の苦手とする怖がりな面も持ち、ホラーゲーム『スプラッターハウス』のプレイ画面を見ただけで1人で帰れなくなったり、ホテルの壁掛け絵画に仕掛けられたイタズラで失神したりするほどである。加えてかなりの健啖家であり、駄菓子屋やお祭りなどに出かけると、自宅では禁じられているお菓子やお祭りグルメを思う存分に頬張っている（「モガー」という擬音が出る）。
ハルオと初対戦する数週間前、稽古事の毎日で募ったフラストレーションが爆発して家を衝動的に飛び出し、前々から気になっていたゲームセンターへ足を踏み入れたことがきっかけで、ゲームの世界に魅了されていく。見た目や先入観、他のキャラクターに比べてテクニックが限られている性能面などで不遇を強いられていた『ストII』のザンギエフや『ファイナルファイト』のハガーに（不遇の形は違えど）自分に似たものを感じ、同情や共感を覚え、初プレイながらエンディングまで到達する。こうした格闘ゲームやアクションゲームの腕前は作中で並ぶものがないレベルに至り、家庭環境からプレイする時間は限られるにもかかわらず、常に圧倒的な腕前を維持している点でも、ハルオは自分にはない天性の素質を嫉妬混じりに感じ取っている。家庭用ゲーム機の購入を許してもらえないことから、ゲームセンターでプレイできない家庭用ハードなどの情報には疎いものの、ハルオの披露するゲーム情報に聞き耳を立てていたり、見舞いついでに家庭用ゲームをやらせてもらうためにハルオの家に行く口実を作るべくハルオに風邪をひかせようと画策したりと、ゲーム業界には興味津々である。小学生編では、前述の性格からホラーゲーム全般やシューティングゲームを苦手としていたが、高校生編ではシューティングゲームのプレイ振りで小春を圧倒するほどの腕前になっている。格闘ゲームの主な使用キャラクターは、『ファイナルファイト』ではハガー、『ストII』シリーズではザンギエフ、『バーチャファイター』シリーズでは結城晶、『ヴァンパイア』シリーズではビクトルなど、重量級の投げキャラクターやコマンド入力が難しいキャラクターを愛用する。高威力の必殺技をいとも簡単に繰り出し相手を瞬殺していく様は「戦いの女神」と評される場面もある。
- 小学生編：当初はプレイを邪魔するハルオを敵視していたが、ゲームを通じて次々と彼女の知らない世界を見せてくれ、また不器用ながらも自分を思いやるハルオに心を許し、次第に惹かれ大切な存在へとなっていく。アメリカへの出立直前にハルオから貰ったおもちゃの指輪をネックアクセサリーとして肌身離さず大切に身に着けるようになる。
- 中学生編：日本へ帰国し、3年への進級と同時にハルオの中学校に転入する。ハルオがゲームばかりに気を取られ晶が戻ってきたことに気付くのが遅れたことや、ハルオの側にいる小春の存在から、再会の挨拶代わりと『スーパーストリートファイターII X』で挑んできたハルオとの再戦を拒み、ハルオのことを異性として意識している晶と、彼女の心境を察せないハルオの間にすれ違いが生じる。修学旅行の自由時間に参加した『スーパーストリートファイターII X』大阪大会で再戦は実現するものの、大会中のアクシデントが引き金となり、すれ違ったままだった互いの気持ちは我慢の限界に達する。取っ組み合いの喧嘩へと発展するが、ハルオが素直な気持ちを口にし、またハルオも晶の想いに触れたことで、互いのわだかまりが解ける。
- 高校生編：上蘭高校へ進学するが、高校でも友達を作らず、ハルオにも会えないまま一人ゲームセンターへ通う日々を送る。小春がハルオへの想いを確かめてきた際には動揺し、無言ながらも激情を垣間見せ小春を牽制するが、このまま家庭の方針に従えばハルオへの想いが叶わなくなることに涙を流している。その後間もなくして家庭教育の拘束がより厳しくされたことに耐えかね、自暴自棄の家出を敢行するが、捜しに来たハルオと数か月ぶりに再会し、ハルオへの思慕を強くするとともに、思い出としてプリクラを残している。しかしその事件は業田先生の姿勢をより強硬なものとさせ、半ば無理矢理にハルオとの別れを余儀なくされる。最後の思い出としてハルオと遊んだ夏祭りの帰り道で、これまでハルオと過ごした時間を思い涙を流すも、なお胸に宿るハルオへの想いが精神面を成長させ、より稽古に真剣に立ち向かうようになる。過酷な日々を送る中で、姉の計らいで伝え聞こえてくるハルオの存在を心の支えになお耐え続けていたが、ハルオが自分のために『RPGツクール』で作ってくれたゲームを捨てた業田先生に対し、怒りと悲しみで溢れる涙を隠すことなく反目し、初めて拒絶する。晶の心を傷つけたことを反省した業田先生の計らいにより、ハルオとのデートが叶い、ハルオへの想いを深めていく。
- DASH：直接は登場しない。渡米後はバイクの免許を取得、時に一人でバイクで米国内をツーリングしていることなどが、真や（DASHで初めて登場した）母親から語られているのみ。

日高 小春（ひだか こはる）
声 - 広瀬ゆうき
本作のもう1人のヒロイン。ハルオが通う中学校のクラスメイト。端正な顔立ちと発育した胸が人目を引く可愛らしい容姿の持ち主だが、人付き合いが苦手な性格からクラスではあまり目立たない位置にいる。1979年4月4日生まれ、A型。
無趣味だった自分とは違い、毎日楽しそうにゲームをしているハルオに興味を抱く。中学2年の初冬、実家の酒店の店頭にMVS筐体が設置されたことと時期を同じくして、日直の日に放課後居残りをさせられていたハルオと偶然に接点ができる。
ハルオと接し始めた当初はゲームに関して完全に素人で、ハルオの披露するゲームネタにはほとんどついていけないが、次第に影響されゲーム専門誌『ゲーメスト』を購入し、自身でもスーパーファミコンを購入するなどゲームに興味を持ち始めるようになる。ガチャプレイなどの偶然が絡むようなプレイでしばしば難度の高い技を出すなど、ハルオは自分にはない天性のセンスを随所で感じ取っている。高校受験が終わったころからはゲームセンターや実家店頭のMVSで腕を磨き始め、ゲームの面白さに目覚める。特に格闘ゲームにおいては、ゲームセンターで好奇の目を向けられながら身に付けたテクニックと経験により生来の才能を開花させ、半年超のブランクがあるとはいえ実力者のハルオを手も足も出させないほどに腕を上げている。使用キャラクターは『ストリートファイターZERO』シリーズではサガット、『ヴァンパイア ハンター』ではフォボス 、『龍虎の拳』シリーズではユリ・サカザキ、『餓狼伝説スペシャル』ではダック・キング、『モータルコンバット2』ではライデン、『サムライスピリッツ』シリーズでは橘右京やナインハルト・ズィーガーなど、様々なタイプのキャラクターを自在に使いこなしている。ゲームを通じて自信を得たことでハルオを挑発・翻弄する小悪魔的な一面をみせるようになるとともに、ゲーム自体を愛するようになるにつれて、無趣味で無感動だった自分の人生を変えてくれたハルオへの想いも加速度的に大きくなっていく。
- 中学生編：校則違反にも平然としている放胆さや、ゲームとはいえ好きなことに夢我夢中になる一面、駄菓子屋のおばちゃんを気にかける意外な優しさなど、ハルオの良い点・悪い点を目にしながら徐々にハルオに惹かれていく。バレンタインの義理チョコを渡そうとハルオの家を訪れた際には、チョコもそっちのけでゲームの話題に熱くなる姿に、ハルオの眼に自分は全く映っていないこと、それでも諦められない確かな恋心を自覚する。3年に進級した際には、引き続きハルオと同じクラスになったことを喜ぶが、小春が校内やゲームセンターなどでハルオと一緒にいるところを晶が見かけていたことが、意図せず晶とハルオのすれ違いを生む一因となっている。一方で、晶とハルオが一緒にいる場面を偶然に目撃して以降、2人の関係が気になって仕方がなくなっている。修学旅行では、新幹線の停車駅でハルオと共に取り残されるアクシデントに遭う。最初は動揺し、ハルオの緊張感のなさに憤るも、ハルオのマイペースっぷりに流されるにつれてデートのように思う一方で、晶との関係を聞けない自分や、気持ちを伝えられない自分にモヤモヤを募らせている。
- 高校生編：親の方針により女子高へ進学する。髪を伸ばし大人びた容姿へと成長し、他校の男子から告白を受けるほどになっている。ハルオとの関係が一向に進展しないことから、ゲーマーとしてハルオよりも上に立つことで自分に目を向けさせるためにゲームの腕を磨き、わずか数か月でハルオを手玉に取るレベルのプレイヤーとなる。ハルオを完膚なきまでに打ち負かしたことでハルオの再起のきっかけを作る一方、晶と対峙した際にはハルオへの気持ちを問うも、2人の間にある絆の強さを感じ取り、ハルオの目にはずっと晶が映っていることを痛感する。やがて想いを抑えきれなくなり、再戦でハルオが勝てば身を引くが、小春が勝った場合は自分と付き合うよう要求する。再戦へ向けストイックに鍛錬を重ねる執念はニコタマちゃんら溝の口勢のゲーマーたちを惹きつけ、小春をさらなる高みへと押し上げていく。ハルオとの再戦で惜敗するが、心に渦巻く感情をぶつける中で「負けたら身を引く」という約束は有耶無耶になり、なお募り続ける恋心に苦悩を強いられることになる。鈍感さや無神経さへの苛立ちでサディスティックになる一面や、一途に想うあまりに自ら一線を越えることを迫る情熱的な一面といった、ハルオの存在によって内に秘められていた性格が表れてきている。最終話間近では短髪になり、大野の思いを理解した上で自ら身を引く。
- DASH：本作のメインヒロイン。高校生のときにハルオに振られ、そのあとも彼氏はおらず、アラサーである28歳となった2007年、母校の南中で国語教師をしている。3年生のクラス担任だが、高校受験を控えた大事な時期であるだけでなく、クラスには一癖も二癖もある生徒ばかり。そのうえ校長からは、クラスの生徒たちの問題行動を咎められただけでなく、「化粧が濃い」「デカパイが生徒たちに悪い刺激になる」と容姿に嫌味を言われるなど悩みは尽きず、表情は冴えない。髪は再びロングとして束ねている。実家近くのマンションで一人暮らしをしている。ゲームからは暫く遠ざかっていたが、担任をしているクラスの教え子たちがゲームセンターに通っているのを知り、再びゲーマーとしての魂に火が付く。

### サブキャラクター

#### 小学生編から登場
矢口 なみえ（やぐち なみえ）
声 - 新井里美
ハルオの母親。ゲームに夢中なハルオに頭を痛めつつも愛情を注いでいる。夫は単身赴任中であるが、夫婦仲は円満。
小春が初対面で抱いた印象は「若くて可愛いお母さん」。流行に敏感であり、作中の時間での世相を反映するようなトレンディドラマや映画を話題にすることが多い。ハルオも母のアクティブさには呆れたり悪態をついたりするものの、親子仲はいたって良好である。
ハルオの部屋に異性が訪れる度にテンションが上がり、「息子が大人になる瞬間」を見届けるべく度々覗きを試みているほか、高校生編では終電を逃したハルオと晶にビジネスホテルを手配するものの、わざと2人が同室へ泊るよう仕組むなど、保護者としてかなり際どい行動に出ている。覗きを敢行しようとする際に足で天井からぶら下がるほか、おまけマンガでは耳を羽ばたかせ空を飛んだり、ハルオから取り上げたPCエンジンに謎の封印を施し手元にどこからともなく電話帳を召喚してみせるなど、時に人外じみた行動も取る謎多き人物。高校生編で頻繁に遊びに来るようになった真とは友達のように仲が良くなり、2人してハルオをからかって遊んでいる。
矢口家に業田先生が乗り込んできた際には、一方的にハルオを糾弾する業田先生に対して、自身の教育観を以て反論し、逆に諫言を呈すると同時に息子を誇り、援護してみせた。晶・小春とも面識があり、ハルオを取り巻く恋模様についても状況は察しているが、苦悩しながらも前へ進もうとする息子を尊重し、背中を押している。
じいや
声 - チョー
大野家に仕える執事。本名は不明。普段の晶の送迎はじいやの運転するリムジンにより行われているが、ハルオを度々轢くなど腕前はかなり危ない。いたって温厚な人柄ながら、かなり波乱と悲哀に満ちた人生を歩んできたことが語られるほか、自らをパチンコ中毒と評しており、ハルオに晶を任せられると分かれば嬉々としてパチンコに繰り出すなど、職務に忠実なようでいてかなりズボラな面も持ち合わせている。
執事として幼少期から晶の成長を見守っており、晶の良き理解者でもある。晶がゲームセンターに通い始めた際も強く咎めることもなく、むしろ不憫な境遇にある晶のために気遣いを見せている。ハルオに対しても当初は路傍の石程度の認識だったが、後にハルオを晶を支えてくれる人物として認識を改め「晶の大切な友人」として接している。中学生編ではハルオの上蘭高校受験に対しても温かく見守りながらさりげなく晶との仲を後押ししている。高校生編では、晶の交友関係にまで拘束を強いる教育方針に諫言を試みるも、敢無くねじ伏せられ、晶へのささやかな配慮さえも業田先生に見咎められてしまい、一度は晶の専属運転手の任を解かれてしまう。それでも真と共に晶を陰ながら支え続け、業田先生の態度の軟化とともに復帰が叶っている。
業田 萌美（ごうだ もえみ）
声 - 伊藤静
大野家の家庭教師。真・晶姉妹の監督兼教育係として、多岐にわたる教養の稽古を指導・監督している。じいやの上司でもあり、晶の連れ戻しに失敗する度にじいやは制裁を加えられている。教育方針はストイックかつスパルタが度を過ぎている面があり、カリキュラムの厳しさや私生活への過干渉から真には真っ向から反抗され、晶もたびたび脱走を試みている。
財閥令嬢の指南役というプレッシャーと、良くも悪くも実直な性格ゆえに敢えて心を鬼にして職務に励んでいるが、一個人としての素顔は相応に喜怒哀楽や分別のある人柄であり、特徴的なメガネを外すと幾分穏やかな印象へと変わる。
高校生編では晶のハルオへの恋愛に対し言語道断の姿勢を取り、直接矢口家に乗り込んでまでハルオに晶との絶縁を宣告する。晶にはフラストレーションが溜まり続ける姿を目にしながらも、より厳しさを強いることで成長を促そうとするが、ハルオが晶のために作ったゲームを密かに遊んでいたのを見つけハードごと捨てたことで、晶からこれまでに無い反発を受け、自身のやり方に迷いを覚える。真からの糾弾や以前に受けたなみえからの諫言、そしてゲームを捨ててしまった件でハルオのもとへ謝罪に訪れた際にハルオの人柄を知ったことで、晶の心まで傷つけてしまっていたことに気付き態度を改め、間接的にデートをセッティングしたのをはじめとして、ふたりの恋愛関係に寛容さを見せるようになっている。
土井 玄太（どい げんた）
声 - 山下大輝
ハルオと晶の小学校時代のクラスメイト。美形だが、キザったらしい言動と本人の器の小ささが災いしモテないでいる。常に、身の回りで星が煌めいている。
晶をデートに誘うべく日々立ち回るが全く相手にされない。ハルオを見下しており、見向きもされない自分とは対照的に晶がハルオと接していることに愕然としている。夏休みの終わりに晶と親密になるべくグループデートのような形で遊園地に誘い出すが、晶の嗜好を把握していなかったために目論みは悉く失敗。終いには観覧車内で鬼塚に男性器を触診されるなど散々な目にあう。
ハルオとは別の中学校に進んでいたが、高校生編にてクラスメイトとして再び登場する。女子の気を引くことに執心するも空回りばかりしている点や、相変わらずハルオを見下している点は変わっておらず、高校生活にもイマイチ馴染めていないため、旧知のハルオと常にその傍にいる宮尾に半ばひっつく形で行動を共にしている。メダルゲームで999倍を2回当てるというゲーマーの素養を垣間見せるが、当人は困惑している。
スピンオフ『DASH』では、小春と同じく母校の南中で体育教師を務めている。大人となっても相変わらず、身の回りで星が煌めいている。宮尾とは付き合いが続いており、時々飲みに行く仲。相変わらず彼女はおらず、酒を飲みながら酔った勢いでいまだ童貞であることをカミングアウトした。
鬼塚 ちひろ（おにづか ちひろ）
声 - 御堂ダリア
ハルオと晶の小学校時代のクラスメイトの女子。下品な言動や男性器を触診したがるなど、異常なまでの性欲の持ち主。
ハルオと同じ中学校に進学し、2年時は同じクラスのため付き合いも長い。宮尾に惚れており、バレンタインには自分の顔面を模したチョコレートを贈るなどいろいろアプローチしているが、かわされ続けている。おまけマンガでは化粧技術が異常に巧い様が描かれている（別人過ぎて宮尾に気づかれなかった）。高校生編では小春と同じ女子高に進学している。
スピンオフ『DASH』では、2007年3月である第1話冒頭の結婚式のシーンから登場した。喫煙者らしく、パイプを吹かす描写も見られる。自身はゴールインしたものの、いまだ彼氏のいない小春のことが気になっており、結婚式ではブーケ・トスをわざと小春に当たるよう投げるなど、小春とは親友としての付き合いを続けている。10代のころよりは痩せてスレンダーになっている。
小学校の担任
声 - 杉田智和
ハルオの小学校の担任。テンションが高く、人を苛立たせる言動が特徴。

#### 中学生編から登場
宮尾 光太郎（みやお こうたろう）
声 - 興津和幸
ハルオの友人。端正な容姿に聡明な性格を備え、非の打ちどころのない人柄で女子にもモテている。
ハルオの人間的な魅力を認めており、自らを「ハルオのマブダチ」と公言し、時には献身も厭わないハルオの良き理解者である。時折発言が暑苦しくなる癖こそあるものの、ハルオも宮尾に対しては忌憚なく付き合える友達関係を築いており、恋愛に疎いハルオにとっては誰よりも頼れる相談相手となっている。
転入してきた晶に一目惚れし、修学旅行の自由時間に告白するつもりだったが、大会から帰ってきた晶とハルオを見て2人の関係を察し身を引いている。その後にハルオが上蘭高校への受験決意を明かした際にはハルオの想いを察し、勉強を教えるなど応援を買って出ている。
高校生編ではハルオと同じ高校へ進学しており、ハルオと過ごせることを喜ぶ一方でハルオと晶の仲を心配している。ハルオ、晶、小春の3人の関係を正確に知る立場にあり、晶と小春が対面した場に居合わせた際には事が荒立たないよう2人の間に入りフォローしようとした。晶への想いをなかなか自覚しないハルオにもどかしさを覚えながらも、ハルオを応援したい一心でことあるごとに気を揉んでいる。
スピンオフ『DASH』では、社会人となり広告代理店に勤務しているが、色々と苦労がある模様。土井とは付き合いが続いており、時々飲みに行く仲。土井と同様、いまだ童貞。
小春の両親
声 - 武虎（父親）、石上静香（母親）
酒屋「日高商店」を営む小春の両親。父親は店にMVSの導入を決めた張本人でもあり、ある意味小春の恋を後押しした仕掛け人ともいえる。娘がゲームに夢中になっていく様をみて「まっすぐに育っている」と感動し、お小遣いを増やすなど、ノリの良さとともに少々親バカ気味な性格の持ち主。母親は小春に似た美人であり、小春を優しく見守っている。
スピンオフ『DASH』でも両親は登場するが、日高商店はのち閉店し、1998年にコンビニへ業態転換したことが描かれている。酒屋だった時代に店の前に置かれていたオレンジ筐体は小春が捨てずに倉庫に保管している。
遠野 麗子（とおの れいこ）
声 - 植田佳奈
ハルオの中学校2、3年の担任教師。普段から素行不良・学業劣などのハルオに対して厳しく目を光らせている。ハルオが受験を決意した際には、厳しいと断じながらも現状を変えようとするハルオに対して協力を惜しまなかった。普段はいたってクールな物腰であるが、ハルオたちの卒業式では、上蘭高校進学こそ叶わなかったものの頑張りをみせたハルオを涙を浮かべながら送り出している姿や、おまけマンガではゲームで負けると暴れ出すほどの癇癪持ちな一面が描かれている。アニメでは、ハルオたちが卒業し高校生となったあとも一度だけ登場。ゲーセンの近くでハルオたちが不良のコギャルに絡まれているところを見かけ、コギャルらを力づくで撃退した。
元々は過去作『ぼくと姉とオバケたち』に幼稚園の先生として登場していたが、スター・システムにより本作では中学教諭として登場することとなった。
沼田（ぬまた）
声 - 中村悠一
ハルオの中学校に所属する生活指導担当の教師。ゲームセンターによく見回りに来るためハルオたちにとって天敵だが、本人は普通にゲームをプレイしに訪れることもある。外見は『バーチャファイター』のキャラクターであるラウ・チェンにそっくりで、挨拶でも中国語を発するが、会話はいたって普通の日本語である。また、乗り物には弱く、修学旅行で乗った新幹線で乗り物酔いしたほど。おまけマンガで登場する娘・久美絵（くみえ）は『バーチャファイター』のキャラクターであるパイ・チェンそっくり（しかもポリゴンで作られたような人工的な顔立ち）である。
スピンオフ『DASH』では、ハルオらが卒業して12年経った2007年でも、同校で教師を続けている。教え子であり同校で教師をしている土井に対しては、独身である娘との縁談を持ち掛けている。

#### 高校生編から登場
大野 真（おおの まこと）
声 - 赤﨑千夏
晶の姉で大学生。天真爛漫な性格で自己主張がはっきりしており、晶とは異なるベクトルでハルオを振り回している。晶と同じく黒髪のロングヘアだが、真は全体にウエーブがかかっている。
大野家の長女という立場にありながら教育方針に真っ向から反旗を翻し、業田先生に対しても全く臆せず意見し、敵意すら露わにしている。だらしない恰好で部屋や邸内を闊歩する、エロゲーをプレイしてみたいと恥じることなく放言するなど、財閥令嬢として目に余る節操の無さ・素行の悪さは、晶に対するカリキュラムが苛烈さを増していった一因となっている。晶の回想として描かれた小学生編の時点で既に大野家の方針には縛られたくないと公言し、家庭教育から悉く逃げ出しており、高校生編に至ってなお業田先生やじいやも彼女の扱いに手を焼いている。
晶のことを非常に可愛がっており、ハードな家庭教育の日々に疲弊する妹を元気づけるべくハルオに接触する。ハルオの人柄を「悪いバカではない」と評し、晶を支えられる存在になるよう期待を寄せ、会えない状況下にあるふたりの仲を繋ぐのに一役買っている。矢口家にも頻繁に遊びに来るようになり、なみえとともにハルオをからかっては遊んでいるが、当人の恋愛経験は皆無である。
行動のエキセントリックさが悪目立ちするものの、自分が原因で晶に辛い思いをさせていることに彼女なりに負い目を感じ、晶を案じて業田先生に喰って掛かったり、ハルオが晶と胸を張って並び立てるように道を標してあげるなど、姉御肌で心根の優しい人物である。
晶とは異なり、移動の際は家の車には乗らず自ら原付を乗り回しており、ハルオの家に遊びに行くにも原付で移動している。ハルオに対しては原付免許を取得すれば自身が使っている原付をあげると約束し、のちに免許を取得したハルオには自分の原付をプレゼントし、これで大野家に会いに来るよう言った。
二子玉川 フェリシア（ふたこたまがわ フェリシア）
声 - 井澤詩織
ゲームショップ「イグアナ」の店主の娘。本名は不明。ショートカットにゴスロリファッションが特徴の凄腕ゲーマーで、ハルオたちの地元を拠点としたゲーマー集団「溝の口勢」のリーダー的存在でもある。持ちキャラであるフェリシアにちなんでハンドルネーム「二子玉川フェリシア」を名乗っており、溝の口勢のゲーマーたちからは「ニコタマちゃん」の通称で名が通っている。
ハルオとの再戦へ向け『ヴァンパイア ハンター』の腕を磨く小春を圧倒するが、即死技連携に頼らないプレイスタイルやゲーマーとしての健気な姿勢、何より「負けられないという並々ならぬ執念」を小春から感じ取り、閉店後の自店で行われている溝の口勢の強プレイヤーたちが集う「夜ゲー」へと勧誘する。別次元レベルのプレイヤーたちとの対戦経験や、当時はまだ一般的ではなかったフレームやダイアグラムの知識を小春に授け、より高みへと導いていく。
小春の再戦以降も良き友人として親交を続けている傍ら、溝の口勢のリーダーとして小春に渋谷勢との対戦の話を持ち掛けている。
スピンオフ『DASH』では、結婚し生まれたばかりの子供を抱える主婦となっている。結婚後も実家に住んでおり、今も「イグアナ」の倉庫を「夜ゲー」として格ゲーの全国大会出場を目指す有栖など溝の口の若者たちに開放するなど面倒見が良く、ゲーマー達からは「玉置のおっかさん」と神様のように慕われてる。下の名前は不明だが、（結婚後の）名前が玉置（たまき）であることが判明する。ゴスロリファッションはやめており、（一児の母の立場としては恥ずかしいから）有栖など若者たちにも昔のハンドルネームで呼ばないよう釘を刺している。

### DASHから登場
片桐 美和 (かたぎり みわ)
山井 真治（やまい しんじ）
星奈 未来（ほしな みらい）

### ゲームキャラクター、ゲーム機
TVアニメ版でのクレジットでは「○○さん」と敬称付きで表記されている（ここでは省略）。『ストリートファイター』シリーズのキャラクターは『IV』以降と同一の声優が担当している。
ガイル
声 - 安元洋貴
『ストII』シリーズの登場キャラクター。作中ではハルオにとって無二の相棒ともいえる存在であり、本作を象徴するゲームキャラクターとして扱われ単行本帯や関連ビジュアルにも度々描かれている。必殺技の「ソニックブーム」を「ファネッフー」と発音する。『鬼武者Soul』では本作の設定で登場しており、ハルオのパラメータを上昇させる固有技「ファネッフー!!!」を使用する。
ザンギエフ
声 - 三宅健太
『ストII』シリーズの登場キャラクター。晶の愛用キャラクターであり、ガイルとともにピックアップされ、晶の内心を表すイメージとしても登場する。
フォボス
『ヴァンパイア』シリーズの登場キャラクター。小春の愛用キャラクターであり、小春の内心を表すイメージとしても登場する。
安駄婆（あんだばあ）
声 - 八百屋杏
『源平討魔伝』の登場キャラクター。ハルオや晶の心の内の自問・葛藤の相手として、ガイル、ザンギエフと並びよく登場する。
ダムド
声 - 杉田智和
『ファイナルファイト』シリーズの登場キャラクター。ガイルに続き、小学生編で晶がアメリカに渡る際にろくにお別れをしなかったハルオの後押しをした。
ドライバー

『アウトラン』の主人公。ガイルやダムドに続いてハルオの後押しをした。
アーサー
声 - 立木文彦
『魔界村』シリーズの主人公。ガイルやダムドに続いてハルオの後押しをした。
春麗
声 - 折笠富美子
『ストII』シリーズの登場キャラクター。安駄婆たちと共にハルオの後押しをした。
ブランカ
声 - うえだゆうじ
『ストII』シリーズの登場キャラクター。安駄婆たちと共にハルオの後押しをした。
源さん
声 - 山口勝平
『大工の源さん』シリーズの主人公。安駄婆たちと共にハルオの後押しをした。
バブルン
声 - 植田佳奈
『パズルボブル』シリーズの主人公。『スーパーストリートファイターII X』大会後、河原でのハルオと晶の殴り合いの場面に登場。
ヘルカオス
『スプラッターハウス』の登場キャラクター。『スーパーストリートファイターII X』大会後、河原でのハルオと晶の殴り合いの場面に登場。
エディ.E
『ファイナルファイト』シリーズの登場キャラクター。『スーパーストリートファイターII X』大会後、河原でのハルオと晶の殴り合いの場面に登場。
エドモンド本田
声 - 永野善一
『ストII』シリーズの登場キャラクター。『スーパーストリートファイターII X』大会後、晶との勝負を追想するハルオの心の内に登場。
ホームズ、ワトスン
声 - 坂泰斗（ホームズ）、相馬康一（ワトスン）
『タントアール』の主人公。勉学に勤しむハルオの内心で誘おうとした。
ギース
『餓狼伝説』シリーズの登場キャラクター。勉学に勤しむハルオの内心で誘おうとした。
ゲームボーイ、スーファミ、PCエンジン
声 - 小原好美（ゲームボーイ）、小林大紀（スーファミ）、藤原夏海（PCエンジン）
ハルオの家に置いてあるゲーム機。勉学に勤しむハルオの内心で誘おうとした。
ナッシュ
声 - 鳥海浩輔
『ストリートファイターZERO』の登場キャラクター。ハルオがガイルの友人である自らではなく、ガイを使用キャラクターに選んだ際に称賛した。
ベガ
声 - 若本規夫
『ストII』シリーズの登場キャラクター。『ストZERO』で恰幅の良くなったことをハルオが疑問に思った際に精神的ダメージを受けた。
ダルシム
声 - 江川大輔
『ストII』シリーズの登場キャラクター。家出した晶を捜す手掛かりをハルオに教えた。
頼朝
声 - 杉崎亮
『源平討魔伝』の登場キャラクター。家出した晶を捜しだせず、またプライズゲームでキャンディが落ちず、イラだつハルオを杓で叩いた。
ハガー
声 - 佐々木義人
『ファイナルファイト』シリーズの登場キャラクター。なみえが業田先生に反論し、ハルオを援護した際に称賛した。
豪鬼
声 - 武虎
『スーパーストリートファイターII X』の登場キャラクター。晶に勝ちたい小春に力を与えた。
ビシャモン
声 - 三宅健太
『ヴァンパイア』シリーズの登場キャラクター。実力が落ちて凹んでいるハルオの心の内に登場。

## 作中に登場する店舗・施設など
ゲームセンター「マルミヤ」
ハルオの行きつけのゲームセンター。場所はハルオらの住まいからは橋を越えた先の隣町だが、全ゲーム1プレイ50円という料金の安さと、学校関係者の目から逃れる目的もあってこの店に足繁く通っていた。ハルオと晶の因縁、および本作の物語の始まりの場所。2人の出会いの際に起こした乱闘騒ぎにより出禁を食らったため、再び登場するのは中学生編以降となる。
甲前商店
ハルオの行きつけの駄菓子屋の一つ。南小の生徒たちも知らない穴場的な場所らしく、知っているのはハルオと晶のみ。『ストII』が設置されているものの、近所の子供の悪戯によってレバーのボールが取り除かれていたり、ボタンがほとんど引き抜かれていたり、接触が悪く弱キックしか使えないなどプレイ環境は劣悪。
店主は厳めしい印象の老婆（アニメ未登場）で、なぜか大学レベルの数式がそらで出てくるが、ゲーム筐体の知識はないらしくハルオからの修理の依頼を突っぱねた。
南小（みなみしょう）
ハルオらの通う小学校。ハルオらの所属するクラスは6年2組。
雨宿り先の駄菓子屋（店名不明）
ハルオと晶がある雨の日に立ち寄った駄菓子屋。店内には『ファイナルファイト』と『魔界村』が設置されている。店主の老婆は優しい表情をしながらも金を落とさない者は客として認めず、軒先での雨宿りすら許さずに追い出すという厳しい態度をとる。
矢口宅
矢口家の自宅。2階建てのごく一般的な家屋だが、玄関に庇が無いのが特徴。ハルオの部屋は2階にある。
大野邸
大野家の邸宅。広い敷地を持つ大豪邸で、多少離れた場所からでもかなり目立つ。道場や弓道場など、大野家の教育に必要な施設も敷地内に敷設されている模様。
戸塚商店
ハルオの行きつけの駄菓子屋の一つ。店主の老婆は寡黙な印象だが、店の自転車の貸し出しを受け付けていたり、小学生の客のランドセルを預かってくれたりと客への対応は寛容。中学生編でも登場し、ハルオの導きで立ち寄った小春はここで初めてアーケードゲームに触れることになる。実はこの時点で店主の高齢を理由として店じまいが決まっており、それを惜しんだハルオが店主の元気づけのために毎日通っていたものの、その甲斐もなく南中の冬休みの前ごろに閉店。
ゲームセンター「がしゃどくろ」
「『ストII』の強豪達の集う10円ゲーセン」という噂を確かめるべくハルオと晶が訪れた遠方のゲームセンター。店先では店名通り大きながしゃどくろのイラストが出迎え、地下にある店内は黴臭く陰気な雰囲気が漂い、店主も不気味な印象の老人。1プレイ10円という点だけが噂通りだったが『ストII』は存在せず、主に1980年代のゲームが豊富に取り揃えられており、店内最新のゲームはアップライト筐体の初代『ストリートファイター』だった。
店主が語ったところによれば、元々は1979年の『スペースインベーダー』の大流行の時期に開店したいわゆる「インベーダーハウス」で、最盛期には筐体から小銭が溢れるほどに儲けていたが、半年ほどでブームが終了したため大量の筐体を前に途方に暮れたという。
実は1987年に、経営の失敗とそれに伴う店主の逝去とともに閉店していた既にこの世に存在しないはずのゲームセンターであり、外に出たハルオたちがふと振り返ると店は幻のように消えており、そこには跡地があるのみだった。しかしハルオが店内のクレーンゲームで獲得したおもちゃの指輪は確かに彼の手元に残され、後にアメリカに出立する晶へと贈られることになる。
御花園（おはなえん）
小学生編の夏休み終盤にハルオらが訪れた、花畑（植物園）と遊園地が隣接した総合レジャー施設。遊園地内のアトラクションは観覧車、ジェットコースター、ミラーハウスなど一般的なものが一通り揃っている。ゲームコーナー内のゲームはラインナップが少々古いが種類は豊富。なお、施設のロゴマークが『ゆうやみ特攻隊』の「鉄一族」の家紋であるという小ネタが存在する。
南中（みなみちゅう）
ハルオらが通う中学校。3年時（1994年）にはアメリカから帰国した晶も編入してきた。ハルオらの2年時のクラスは不明、3年時は4組にハルオ、小春、宮尾が、1組には晶、鬼塚が所属。スピンオフ『DASH』では28歳となった小春、土井が教師として戻ってきたほか、沼田も同校で教師を続けている。
日高商店
小春の実家の酒屋。矢口宅からは頻繁に通える程度の距離にある。1993年の冬にオレンジ筐体3台（旧版ではMVS筐体）を導入。日高家の自宅も兼ねており、2階の小春の部屋からは店先でゲーム筐体をプレイする客の姿を伺うことができる。スピンオフ『DASH』ではコンビニに業態転換するも、そのまま小春の両親が営業を続けている。
ゲームショップ「イグアナ」
ニコタマの父親が個人で経営するゲーム屋。週に数回、閉店後に倉庫で友人関係のゲーマーら（溝の口勢）を集めての対戦、通称「夜ゲー」が行われている。
のち「夜ゲー」は一度止めていたが、ニコタマが街のゲーセンが相次いで閉店していく姿を見て、『DASH』の時間軸の1年前（2006年）から溝の口勢の若者たちを集めて倉庫を開放し「夜ゲー」を再び始めた。

## 書誌情報
押切蓮介 『ハイスコアガール』 スクウェア・エニックス〈ビッグガンガンコミックスSUPER〉、全10巻
1. 2012年2月25日発売、ISBN 978-4-7575-3512-1
2. 2012年6月25日発売、ISBN 978-4-7575-3642-5
3. 2012年12月25日発売、ISBN 978-4-7575-3841-2
4. 2013年6月25日発売、ISBN 978-4-7575-3956-3
  - ゲームミュージックCD付き 4巻初回限定特装版、ISBN 978-4-7575-3959-4[注 10]
5. 2013年12月25日発売、ISBN 978-4-7575-4188-7
  - 「ナムコ」アレンジミュージックCD付き 5巻初回限定特装版、ISBN 978-4-7575-4161-0
6. 2016年7月25日発売[13]、ISBN 978-4-7575-5044-5
7. 2017年1月25日発売[14]、ISBN 978-4-7575-5227-2
8. 2018年3月24日発売[15]、ISBN 978-4-7575-5679-9
9. 2018年6月25日発売[16]、ISBN 978-4-7575-5768-0
10. 2019年3月25日発売[17]、ISBN 978-4-7575-6076-5

『ハイスコアガール CONTINUE』〈ビッグガンガンコミックスSUPER〉、全5巻（上記5巻までの加筆修正版）
1. 2016年7月25日発売[18]、ISBN 978-4-7575-5039-1
2. 同上[19]、ISBN 978-4-7575-5040-7
3. 同上[20]、ISBN 978-4-7575-5041-4
4. 同上[21]、ISBN 978-4-7575-5042-1
5. 同上[22]、ISBN 978-4-7575-5043-8

公式ファンブック
- 『ハイスコアガール 公式ファンブック KAJIMEST』 スクウェア・エニックス〈ビッグガンガンコミックスSUPER〉、2013年6月25日発売、ISBN 978-4-7575-3977-8
- 『ハイスコアガール 公式ファンブック KAJIMEST CONTINUE』 スクウェア・エニックス〈ビッグガンガンコミックスSUPER〉、2019年4月25日発売[23]、ISBN 978-4-7575-6077-2

押切蓮介 『ハイスコアガール DASH』 スクウェア・エニックス〈ビッグガンガンコミックス〉、既刊7巻（2025年6月25日現在）
1. 2021年3月25日発売[4][24]、ISBN 978-4-7575-7021-4
2. 2021年9月25日発売[25]、ISBN 978-4-7575-7398-7
3. 2022年6月23日発売[26]、ISBN 978-4-7575-7941-5
4. 2023年3月25日発売[27]、ISBN 978-4-7575-8429-7
5. 2023年12月25日発売[28]、ISBN 978-4-7575-8926-1
6. 2024年9月25日発売[29]、ISBN 978-4-7575-9442-5
7. 2025年6月25日発売[30]、ISBN 978-4-7575-9916-1

## 著作権侵害問題・刑事告訴事件
2014年8月5日に本作に関する著作権侵害の疑いで発行元であるスクウェア・エニックス本社などが家宅捜索を受けたことが報道によって判明した。
2013年の夏ごろ、本作のアニメ化を請け負った映像制作会社が劇中に登場しているゲームの著作権者の一社であるSNKプレイモア（当時、2016年12月に「SNK」へ社名変更）に本作について問い合わせたことをきっかけに、許諾を得ずにゲームキャラクターが登場していたことが判明した。そのため、SNKプレイモアが2014年の5月に大阪府警に刑事告訴していたという。同年8月6日、SNKプレイモアはこの件について「なんら誠意ある対応がなかった」とスクウェア・エニックスの告訴理由をコメントした。
著作権侵害の申立は問題が発覚した後から行われていたが、2014年Vol.1掲載の第34話にSNKプレイモアの著作物である『ザ・キング・オブ・ファイターズ'95』と『サムライスピリッツ』の2作品が劇中に登場し、さらに本作のアニメ化を発表している。発刊当時はSNKプレイモアによる申立中であり、後述の書類送検にてこちらも無許諾であったことがわかっている。作中に登場していた『桃太郎活劇』を制作していたさくまあきらの妻である佐久間真理子が自身のTwitterで、刑事告訴後にスクウェア・エニックスより無許諾でキャラクターを使用したことへの謝罪文が送られたと明らかにしており、他のメーカーに対しても無許諾でやっていたのではないかと語っている。なお、『桃太郎活劇』の著作権はハドソンが企業として消滅した2014年現在、親会社だったコナミデジタルエンタテインメントとさくまがそれぞれ保有している。
本作の単行本巻末では、「SPECIAL THANKS」として著作権表示の「©」マークと共に、SNKプレイモアを含む複数のゲーム会社名が記されていた。ただし、「©（企業名）」は、あくまでも「この企業が著作権を有する」という意味でしかなく、「特定の企業に対して許諾した」ことを意味する表示ではない。
なお、全てのメーカーが無許可だったわけではなくカプコン、バンダイナムコゲームスの2社は、本作でキャラクターの使用を正式に許諾しており、公式サイトではカプコンの『ウルトラストリートファイターIV』やバンダイナムコゲームス（旧ナムコ）の『源平討魔伝』といったゲームメーカーによる「公認コラボ企画」も紹介されていた。セガも正式に許諾しているが、後に連載後の事後報告だったため、厳重に抗議をした上での条件付きの許諾だったことが判明している。著作権表示は2014年時点で倒産しているメーカーのものも多々見られ、IPを2014年現在保有している企業名が表記されていないなど問題が多い。劇中に登場した『くにおくんシリーズ』はミリオン（当時。2015年6月以降はアークシステムワークスが保有）、『モータルコンバット』はワーナー・ブラザース、『ファイターズヒストリー』などのデータイースト作品はジー・モードが保有しており、各社とも単行本に表記されていない。2014年11月17日にカプコン・バンダイナムコゲームス・事後承諾のセガ以外の版権は全て無許諾で使用していたと報じられている。本作で名前が挙げられ、無許諾で使用されていたコナミデジタルエンタテインメントはコメントは控えている。
スクウェア・エニックスは「著作権を侵害したという認識はないが、お騒がせしているため回収する」として本作の単行本の自主回収と電子書籍版の発売停止を発表し、当初は継続するとしていた誌上での連載も一時休載すると発表した。
その一方で明治大学知的財産法政策研究所は、2014年12月22日に法学者や漫画研究者など26人の連名で「適法な引用（著作権法32条）に該当する可能性などがあり、著作権を侵害したというには微妙で、本件について刑事手続きを進めるとあらゆる表現活動に対し重大な萎縮効果をもたらし、憲法で保障された表現の自由に抵触し著作権法の目的である文化の発展を阻害することとなりかねず、慎重に進めるべきである」とする声明文を出している。

### スクウェア・エニックスによる反訴
スクウェア・エニックスは2014年10月8日、SNKプレイモアの著作権物を無断で使用していないという確認のため、大阪地裁に民事訴訟を起こした。これに対し、SNKプレイモアも2015年3月16日付で出版差し止めを求める反訴を大阪地裁に起こしている。

### 書類送検
2014年11月17日、大阪府警はスクウェア・エニックスの編集・出版部門の役員や担当者15人と作者の押切を書類送検した。15人は許諾を取っているか知らなかったと述べ、押切は「同社が許諾を取ってくれていると思った」と全員容疑を否認した。これに対し大阪府警は同社と押切ら6人について、起訴を求める厳重処分の意見を付けた。

### 両社による和解
その後、スクウェア・エニックスとSNKプレイモア、後者の大株主であるLedo Millennium Co., Ltd.（中国37Games出資のジョイントベンチャー）との間で「今後、各社のコンテンツを利用した新たな協業機会の創出を可能にするため」と、今回の紛争を早期解決することに合意し、2015年8月24日付でSNKプレイモアによる刑事告訴と両社による民事訴訟を取り下げ、本作品の出版と販売の継続を可能にすることで和解が成立した。これを受け、スクウェア・エニックスでは連載および単行本販売の早期再開に向けて検討を開始している。
2016年5月23日、連載再開が発表され、同年7月25日に連載再開。第1巻から第5巻までの単行本は『ハイスコアガール CONTINUE』と改題して加筆修正したうえで販売が再開されたが、SNKプレイモアに関する描写は大幅に削除された内容となっている。

## テレビアニメ
| 原作                             | 押切蓮介                                                  |
| 監督・演出                       | 山川吉樹                                                  |
| シリーズ構成                     | 浦畑達彦                                                  |
| ゲーム考証・監修                 | 石黒憲一                                                  |
| キャラクターデザイン             | 桑波田満                                                  |
| CGディレクター                   | 鈴木勇介                                                  |
| キャラクターモデルディレクター   | 関戸惠理（第12話まで） 畑野雄哉（第13話以降）             |
| テクニカルゲームディレクター     | 八丁堀                                                    |
| 美術監督                         | 鈴木朗                                                    |
| 色彩設計                         | 木村美保（第15話まで） 舩橋美香（第16話以降）             |
| 撮影監督                         | 福世晋吾                                                  |
| 編集                             | 坪根健太郎                                                |
| 音響監督                         | 明田川仁                                                  |
| 音楽                             | 下村陽子                                                  |
| 音楽プロデューサー               | 中西秀樹                                                  |
| 音楽制作                         | ワーナー ブラザース ジャパン                              |
| 音響制作                         | マジックカプセル                                          |
| CGIプロデューサー                | 榊原智康                                                  |
| CGI                              | SMDE                                                      |
| プロデュース                     | 大森啓幸、阿部隆二                                        |
| プロデューサー                   | 鶴岡信哉、宮城惣次、木村康貴 阿部倫久、中島保裕、前田俊博 |
| アニメーション制作統括           | 松倉友二                                                  |
| アニメーション制作プロデューサー | 松尾洸甫                                                  |
| アニメーション制作               | J.C.STAFF                                                 |
| 製作                             | ハイスコアガール製作委員会                                |

2013年12月にアニメ化が発表された が、著作権侵害問題の発覚以降は長期にわたって情報がない状況が続いていた。
その後、2018年3月24日にテレビアニメ公式サイトが開設され、第1期が同年7月から9月まで全12話が放送された。ナレーションは大塚芳忠。放送終了後、テレビシリーズの続きとなる全3話が2019年3月にOVA化され、同年10月から12月まで第2期『ハイスコアガールII』（ハイスコアガール・ツー）が放送された。第2期放送前には、OVAが3週連続でテレビ放送された。
作品の特徴として、トゥーンレンダリングを用いていることがあるほか、実在のゲーム画面を使用する関係で、SNK、カプコン、CAPCOM USA,INC.、バンダイナムコエンターテインメント、KONAMI、SEGAの著作権表示が併記されている。

### 製作
第4話放送前にねとらぼがアニメーション制作統括の松倉友二に実施したインタビューによれば、初めてフル3DCGに挑戦した理由として、押切の独特なタッチを2Dで表現することが難しいなどの観点から複合的に判断したほか、筐体やゲーム画面の再現とキャラクターとのマッチング、大野の表現が挙げられている。ゲーム画面と筐体、ゲームセンターの再現も考えての選択は、3Dの固さや違和感にキャラものとしての一面を売りたいと思っていた皆から反対されたが、現場が頑張ってくれたおかげで視聴者からはポジティブな意見も多かったという。SMDEへの外注については、自社とは技術力とキャパシティーが段違いであることを挙げており、キャラクターデザインはSMDEのデザイナーが線画を起こしてそれを基に3Dを起こすなど、最終的には監督によるチェックこそあるものの絵作りのすべてを任せている。
アニメ化にあたっては、過去に色々とトラブルがあった経緯を踏まえ、関係各所に徹底的に許可を取ることから始まった。また、筐体の採寸もかなり苦労したといい、特殊筐体はなかなか現存していない状況の中を調べては採寸できるように手配したほか、汎用筐体は中古で買って提供することを嫁に相談して激怒され、肩を落としながら秋葉原をさまよっていたところ、偶然見つけたので飛び込みで名刺を渡して責任者を訪ねるなど、直談判で交渉した。家庭用ハードについても、春雄の律儀さゆえに外箱まで必要となったために探し回り、Beepやスーパーポテトに名刺を渡したところ、無償で貸してくれたという。
ゲーム画面のフレームレートに合わせてアニメ自体も60pで制作しているが、通常のフルアニメが24pなので単純にデータ量が倍以上になり、1秒で60枚分の画像をレンダリングするので3Dの方からは抵抗に遭った。また、日本では3コマ作画が馴染まれているため、3Dでヌルヌル動くのは嫌われる危険性があったが、SMDEの方でうまく調整してもらった。24pの映像に60pのゲーム画面を入れ込むと60pの方の映像のコマが飛ぶため、何が何でも60pだという話になったそうである。
原作の再現プレイについては、自身の腕ではゲームの数の多さからも絶対無理であるため、高田馬場のゲームセンター「ミカド」の常連でもある押切による仲介のもと、ミカド勢にコンボの監修込みで協力してもらった。ゲームセンター内の音の再現にも力を入れており、SEの担当者に資料や基板、コンパネを渡して話し合ったが、ダビング作業では不要なSEが後方で入り込むなど、大変だったという。
劇伴については、『極上生徒会』での下村陽子との仕事を思い出したこともあり、『ストリートファイターII』など「本物」を担当した彼女にワーナー ブラザース ジャパンと両方から連絡を取り付け、原作をすぐに送った。その後、「○○のステージっぽいもので」との注文で上がってきた音源を聞き、「さすが本物が作ると違うな」と思ったと述べている。

### 主題歌
オープニングテーマ
「New Stranger」（第1話 - 第14話）
作詞・作曲・編曲 - 照井順政 / 歌 - sora tob sakana
「flash」（第16話 - ）
作詞・作曲・編曲 - 照井順政 / 歌 - sora tob sakana

エンディングテーマ
「放課後ディストラクション」（第1話 - 第15話）
作詞・作曲 - ティカ・α / 編曲 - やくしまるえつこ、山口元輝 / 歌 - やくしまるえつこ
「アンノウン・ワールドマップ」（第16話 - ）
作詞・作曲 - ティカ・α / 編曲 - やくしまるえつこ、山口元輝 / 歌 - やくしまるえつこ
やくしまるの起用は、作者の押切直々の指名により実現した。

### 各話リスト
| 話数    | 脚本         | 絵コンテ       |       |       |       |       |       |       |       |       |       |       |       |       |       |       |       |       |       |       |       |       |       |       |
| 第1期   | 第1期        | 第1期          | 第1期 | 第1期 | 第1期 | 第1期 | 第1期 | 第1期 | 第1期 | 第1期 | 第1期 | 第1期 | 第1期 | 第1期 | 第1期 | 第1期 | 第1期 | 第1期 | 第1期 | 第1期 | 第1期 | 第1期 | 第1期 | 第1期 |
| ------- | ------------ | -------------- | ----- | ----- | ----- | ----- | ----- | ----- | ----- | ----- | ----- | ----- | ----- | ----- | ----- | ----- | ----- | ----- | ----- | ----- | ----- | ----- | ----- | ----- |
| ROUND1  | 浦畑達彦     | 山川吉樹       |       |       |       |       |       |       |       |       |       |       |       |       |       |       |       |       |       |       |       |       |       |       |
| ROUND2  | 冨田頼子     | 山川吉樹       |       |       |       |       |       |       |       |       |       |       |       |       |       |       |       |       |       |       |       |       |       |       |
| ROUND3  | 浦畑達彦     | 山川吉樹       |       |       |       |       |       |       |       |       |       |       |       |       |       |       |       |       |       |       |       |       |       |       |
| ROUND4  | 冨田頼子     | 山川吉樹       |       |       |       |       |       |       |       |       |       |       |       |       |       |       |       |       |       |       |       |       |       |       |
| ROUND5  | 浦畑達彦     | まついひとゆき |       |       |       |       |       |       |       |       |       |       |       |       |       |       |       |       |       |       |       |       |       |       |
| ROUND6  | 冨田頼子     | 山川吉樹       |       |       |       |       |       |       |       |       |       |       |       |       |       |       |       |       |       |       |       |       |       |       |
| ROUND7  | 浦畑達彦     | 佐山聖子       |       |       |       |       |       |       |       |       |       |       |       |       |       |       |       |       |       |       |       |       |       |       |
| ROUND8  | イシノアツオ | 佐山聖子       |       |       |       |       |       |       |       |       |       |       |       |       |       |       |       |       |       |       |       |       |       |       |
| ROUND9  | 冨田頼子     | 大畑清隆       |       |       |       |       |       |       |       |       |       |       |       |       |       |       |       |       |       |       |       |       |       |       |
| ROUND10 | 浦畑達彦     | まついひとゆき |       |       |       |       |       |       |       |       |       |       |       |       |       |       |       |       |       |       |       |       |       |       |
| ROUND11 | 冨田頼子     | 佐山聖子       |       |       |       |       |       |       |       |       |       |       |       |       |       |       |       |       |       |       |       |       |       |       |
| ROUND12 | 浦畑達彦     | 山川吉樹       |       |       |       |       |       |       |       |       |       |       |       |       |       |       |       |       |       |       |       |       |       |       |
| ROUND13 | 冨田頼子     | 内田信吾       |       |       |       |       |       |       |       |       |       |       |       |       |       |       |       |       |       |       |       |       |       |       |
| ROUND14 | イシノアツオ | まついひとゆき |       |       |       |       |       |       |       |       |       |       |       |       |       |       |       |       |       |       |       |       |       |       |
| ROUND15 | 浦畑達彦     | 山川吉樹       |       |       |       |       |       |       |       |       |       |       |       |       |       |       |       |       |       |       |       |       |       |       |
| 第2期   |              |                |       |       |       |       |       |       |       |       |       |       |       |       |       |       |       |       |       |       |       |       |       |       |
| ROUND16 | 浦畑達彦     | 佐山聖子       |       |       |       |       |       |       |       |       |       |       |       |       |       |       |       |       |       |       |       |       |       |       |
| ROUND17 | 冨田頼子     | 佐山聖子       |       |       |       |       |       |       |       |       |       |       |       |       |       |       |       |       |       |       |       |       |       |       |
| ROUND18 | イシノアツオ | 山川吉樹       |       |       |       |       |       |       |       |       |       |       |       |       |       |       |       |       |       |       |       |       |       |       |
| ROUND19 | 浦畑達彦     | 佐山聖子       |       |       |       |       |       |       |       |       |       |       |       |       |       |       |       |       |       |       |       |       |       |       |
| ROUND20 | イシノアツオ | 佐山聖子       |       |       |       |       |       |       |       |       |       |       |       |       |       |       |       |       |       |       |       |       |       |       |
| ROUND21 | 冨田頼子     | 山川吉樹       |       |       |       |       |       |       |       |       |       |       |       |       |       |       |       |       |       |       |       |       |       |       |
| ROUND22 | 浦畑達彦     | 佐山聖子       |       |       |       |       |       |       |       |       |       |       |       |       |       |       |       |       |       |       |       |       |       |       |
| ROUND23 | イシノアツオ | 佐山聖子       |       |       |       |       |       |       |       |       |       |       |       |       |       |       |       |       |       |       |       |       |       |       |
| ROUND24 | 浦畑達彦     | 山川吉樹       |       |       |       |       |       |       |       |       |       |       |       |       |       |       |       |       |       |       |       |       |       |       |

### 放送局
| 放送期間                | 放送時間                     | 放送局     | 対象地域   | 備考                                         |
| ----------------------- | ---------------------------- | ---------- | ---------- | -------------------------------------------- |
| 2018年7月14日 - 9月29日 | 土曜 0:30 - 1:00（金曜深夜） | TOKYO MX   | 東京都     |                                              |
|                         |                              | BS11       | 日本全域   | BS放送 / 『ANIME+』枠                        |
|                         | 土曜 2:55 - 3:25（金曜深夜） | 毎日放送   | 近畿広域圏 | 製作参加 / 『アニメイズム』隣接枠 / 字幕放送 |
| 2018年7月24日 - 10月9日 | 火曜 1:23 - 1:53（月曜深夜） | 青森テレビ | 青森県     |                                              |

インターネットでは、Netflixにて2018年7月22日より配信。
| 放送期間                  | 放送時間                                                                      | 放送局   | 対象地域   | 備考                                                 |
| ------------------------- | ----------------------------------------------------------------------------- | -------- | ---------- | ---------------------------------------------------- |
| 2019年10月5日 - 10月19日  | 土曜 1:05 - 1:35（金曜深夜）                                                  | TOKYO MX | 東京都     |                                                      |
|                           | 土曜 1:30 - 2:00（金曜深夜）                                                  | BS11     | 日本全域   | BS放送 / 『ANIME+』枠                                |
| 2019年10月11日 - 10月19日 | 金曜 3:15 - 3:45（木曜深夜）（13話） 土曜 2:55 - 3:25（金曜深夜）（14・15話） | 毎日放送 | 近畿広域圏 | 製作参加 / 14・15話は『アニメイズム』隣接枠 字幕放送 |

| 放送期間                      | 放送時間                     | 放送局   | 対象地域   | 備考                                        |
| ----------------------------- | ---------------------------- | -------- | ---------- | ------------------------------------------- |
| 2019年10月26日 - 12月21日     | 土曜 1:05 - 1:35（金曜深夜） | TOKYO MX | 東京都     |                                             |
|                               | 土曜 1:30 - 2:00（金曜深夜） | BS11     | 日本全域   | BS放送 / 『ANIME+』枠                       |
|                               | 土曜 2:55 - 3:25（金曜深夜） | 毎日放送 | 近畿広域圏 | 製作参加 / 『アニメイズム』隣接枠/ 字幕放送 |
|                               | 土曜 21:30 - 22:00           | AT-X     | 日本全域   | CS放送 / リピート放送あり                   |
| 2019年11月8日 - 2020年1月10日 | 金曜 2:03 - 2:33（木曜深夜） | 静岡放送 | 静岡県     |                                             |

### BD / DVD
| 巻    | 発売日         | 収録話          | 規格品番   | 規格品番   |
| 巻    | 発売日         | 収録話          | BD初回版   | DVD初回版  |
| ----- | -------------- | --------------- | ---------- | ---------- |
| 1     | 2018年12月19日 | 第1話 - 第4話   | 1000736710 | 1000736713 |
| 2     | 2019年1月30日  | 第5話 - 第8話   | 1000736711 | 1000736714 |
| 3     | 2019年2月27日  | 第9話 - 第12話  | 1000736712 | 1000736715 |
| EXTRA | 2019年3月20日  | 第13話 - 第15話 | 1000741642 | 1000741643 |

| 巻 | 発売日        | 収録話          | 規格品番   | 規格品番   |
| 巻 | 発売日        | 収録話          | BD初回版   | DVD初回版  |
| -- | ------------- | --------------- | ---------- | ---------- |
| 1  | 2020年3月25日 | 第16話 - 第19話 | 1000758382 | 1000758384 |
| 2  | 2020年4月29日 | 第20話 - 第24話 | 1000758383 | 1000758385 |

### Webラジオ
矢口春雄役の天﨑滉平がパーソナリティを務めるWebラジオ『ハイスコアガール道場』が、2018年12月18日より不定期配信中。

## コラボレーション
鬼武者Soul
ハルオ、晶、小春に加え、押切蓮介描き下ろしのガイルが武将として登場。コラボクエスト「戦国ハイスコアガール」ではハルオたちが「時のねじれ」に巻き込まれ『鬼武者』の世界にタイムスリップする。ハルオは『クイズ殿様の野望』の世界だと勘違いしている。
LORD of VERMILION IV
ハルオ、晶がコラボ使い魔として登場。
ミリオンアーサー アルカナブラッド
サポート騎士として「異界型 大野晶」が登場。